# Zaperedillea, Boureni
Zaperedillea (în ucraineană Запереділля) este un sat în așezarea urbană Boureni din raionul Boureni, regiunea Transcarpatia, Ucraina.

## Demografie
Componența lingvistică a localității Zaperedillea
     Ucraineană (99,62%)
     Alte limbi (0,39%)
Conform recensământului din 2001, majoritatea populației localității Zaperedillea era vorbitoare de ucraineană (99,62%), existând în minoritate și vorbitori de alte limbi.